# Peter Samuelsson (översättare)
Peter Samuelsson, född 7 september 1964 i Stockholm, är en svensk översättare från engelska, huvudsakligen av skönlitteratur.  Mellan 2014 och 2017 var han styrelseledamot i Översättarsektionen inom Sveriges författarförbund, de två sista åren som ordförande.

## Översättningar (urval)
- Margaret Atwood: Penelopiaden: myten om Penelope och Odyssevs (The penelopiad) (Bonnier, 2005)
- Gerald Murnane: Sammetsvatten (Velvet waters) (Bonnier, 2009)
- Dan Brown: Inferno (Inferno) (översatt tillsammans med Lena Karlin) (Bonnier, 2013)
- David Peace: Ockuperad stad (Occupied city) (Coltso, 2014)
- Meg Wolitzer: Hustrun (Wahlström & Widstrand, 2015)
- Arundhati Roy: Den yttersta lyckans ministerium (Brombergs, 2017)
- Nathan Hill: Nix (Brombergs, 2017)